# Jacob Daniel Burgschmiet

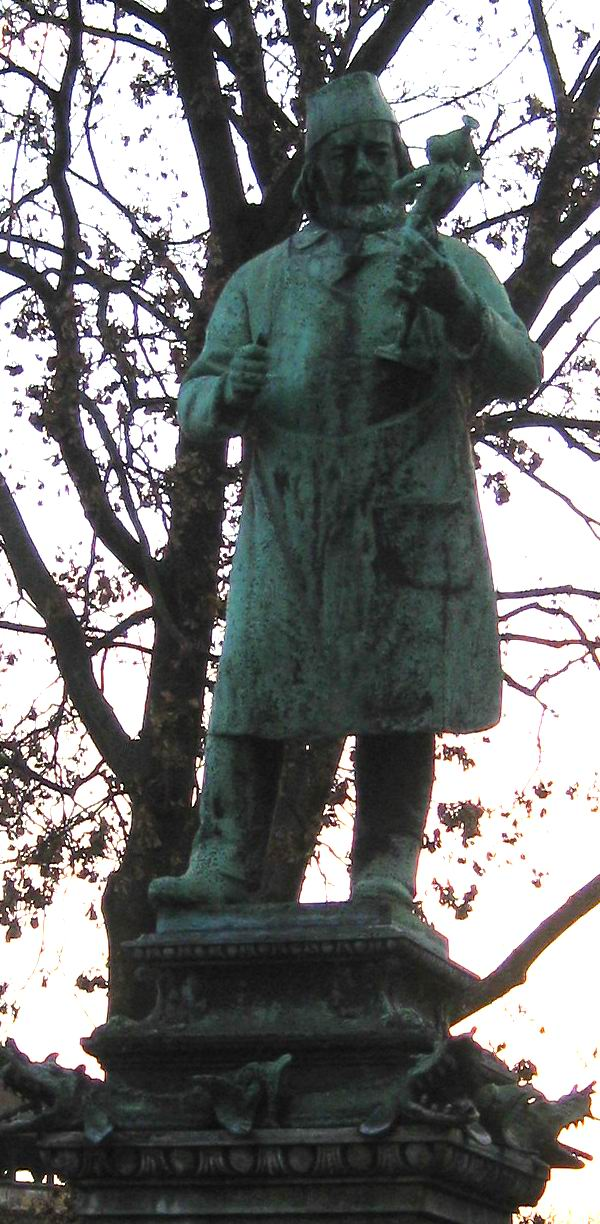
Statue von Jacob Daniel Burgschmiet auf dem Burgschmietbrunnen in Nürnberg

Jacob Daniel Burgschmiet (* 11. Oktober 1796 in Nürnberg; † 7. März 1858 ebenda) war ein Bildhauer und Erzgießer des 19. Jahrhunderts.

## Leben
Burgschmiets erste bedeutende plastische Arbeit waren drei Figuren für das Waisenhaus in Nürnberg. Er war Lehrer des Modellierens an der Kunstschule in Nürnberg. Während seines Parisaufenthaltes 1828 wurde er in Nürnberg von seinem Freund und Schüler Georg Howaldt vertreten. Burgschmiet begründete die Kunstgießerei Lenz, die sein Schwiegersohn Christoph Albrecht Lenz weiterführte und die noch heute existiert.
Sein Grab befindet sich auf dem Johannisfriedhof in Nürnberg. Das Epitaph zeigt den Gießer bei der Arbeit und wurde von Burgschmiet einige Jahre vor seinem Tod selbst entworfen und noch zu dessen Lebzeiten gegossen.

## Werke
- Restaurierung des Schönen Brunnens in Nürnberg unter Leitung von Albert Christoph Reindel[2] 1822–1824
- 1826 Statue Philipp Melanchthons in Sandstein für Nürnberg
- 1834 Grabmal für den letzten Fürstbischof von Bamberg und Würzburg, Georg Karl von Fechenbach, im rechten Seitenschiff des Bamberger Doms
- 1840 Dürer-Statue für Nürnberg nach Entwurf von Christian Daniel Rauch
- 1845 Statue Beethovens nach Entwurf von Ernst Hähnel für Bonn
- 1851 Kolossalstatue Karls des IV. nach Entwurf von Ernst Hähnel für Prag
- 1858 Lutherstandbild nach Entwurf von Bildhauer Ferdinand Müller für Möhra (bei Eisenach)

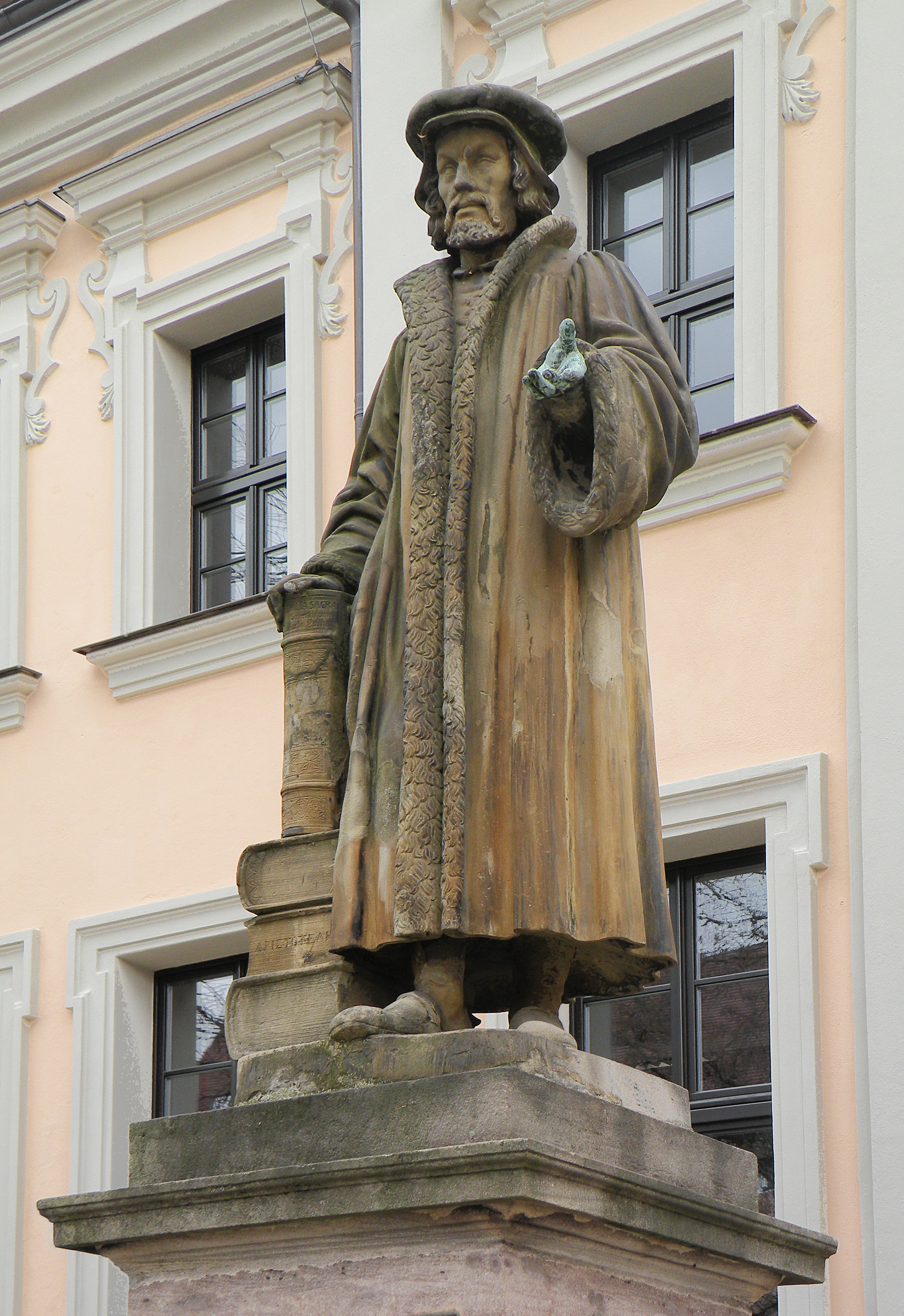
Philipp_Melanchthon Denkmal Nürnberg
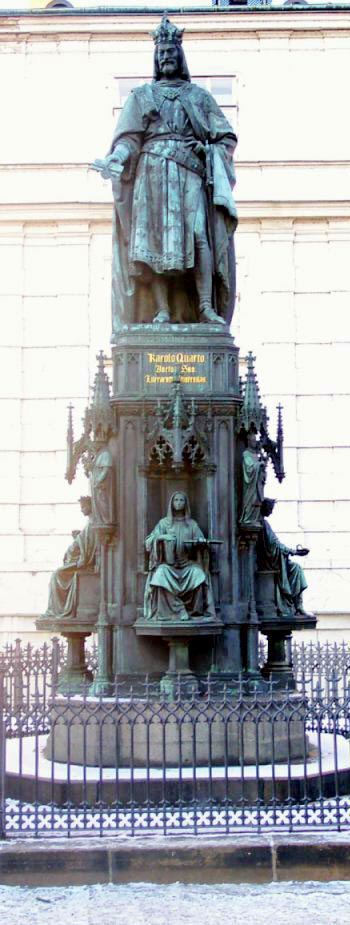
Denkmal Kaiser Karls des IV. zum Jubiläum der Universität Prag
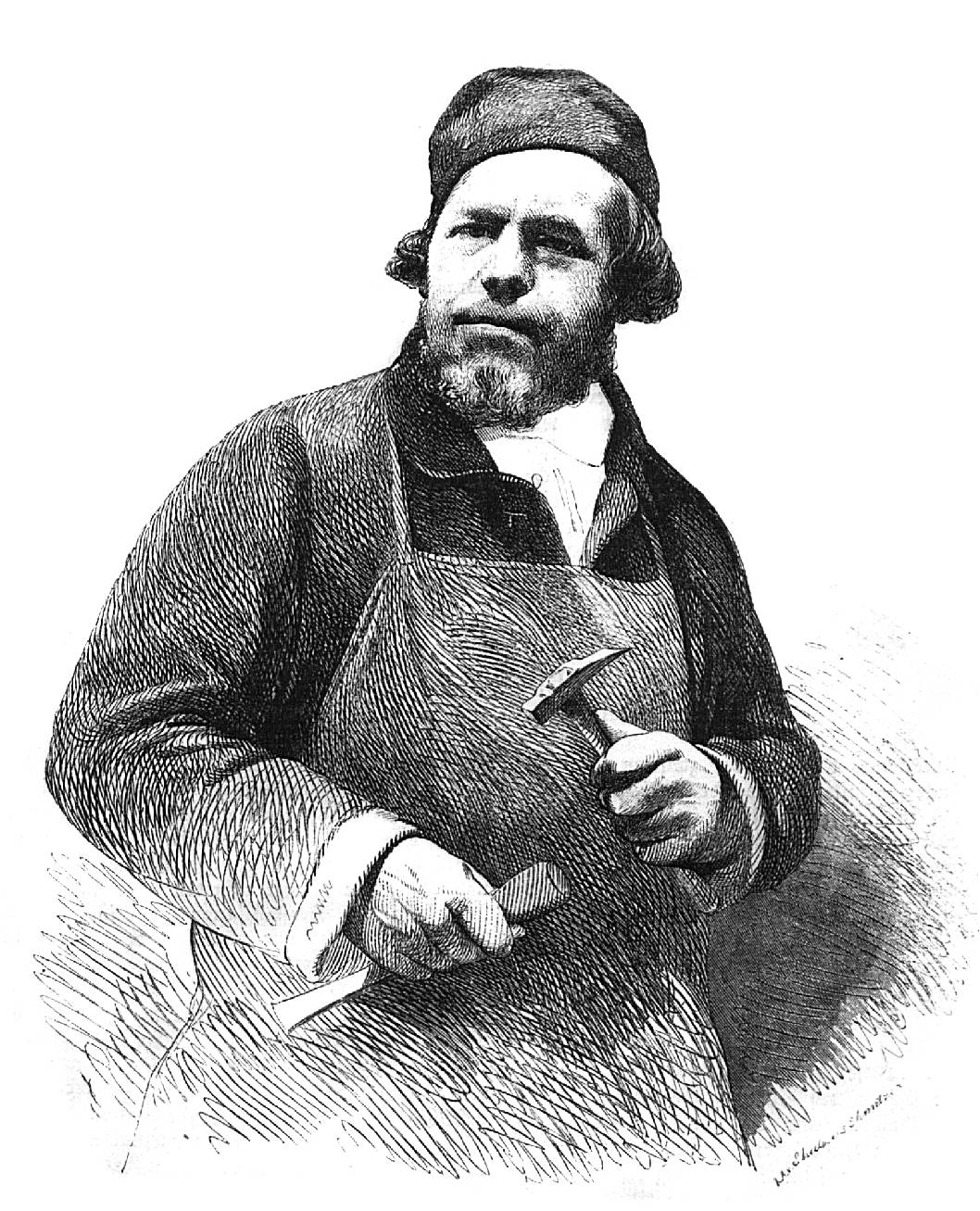
Würdigung seiner Arbeit 1858, ein Bild aus einem Artikel in der Zeitschrift „Die Gartenlaube“
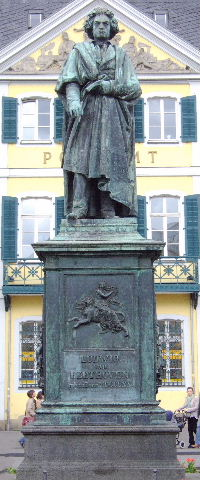
Beethoven-Denkmal auf dem Bonner Münsterplatz
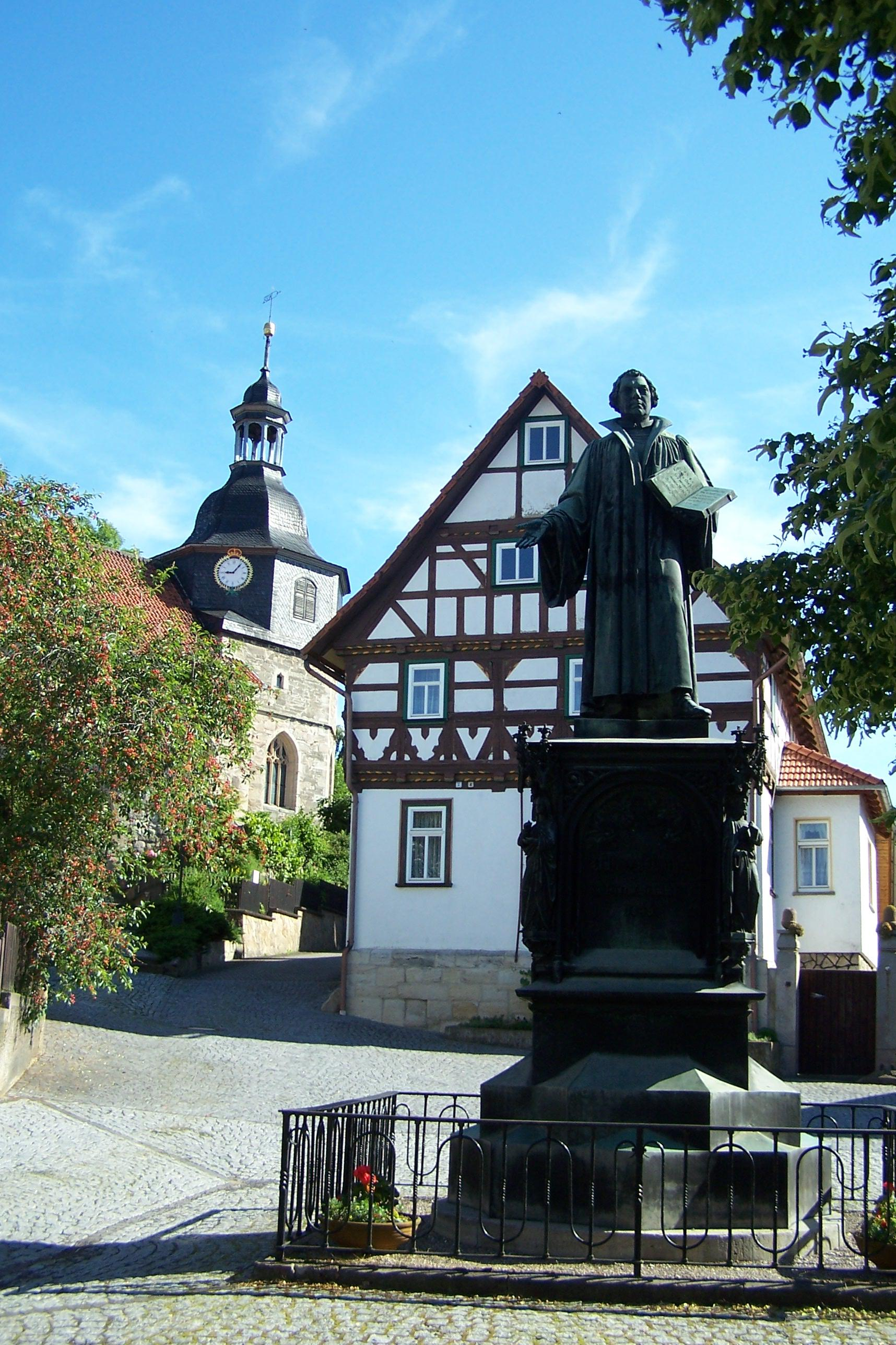
Lutherdenkmal in Möhra
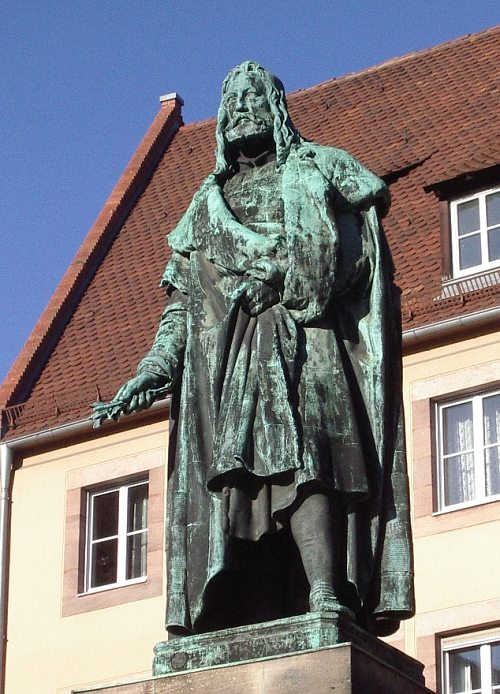
Dürer-Denkmal auf dem Albrecht-Dürer-Platz in Nürnberg
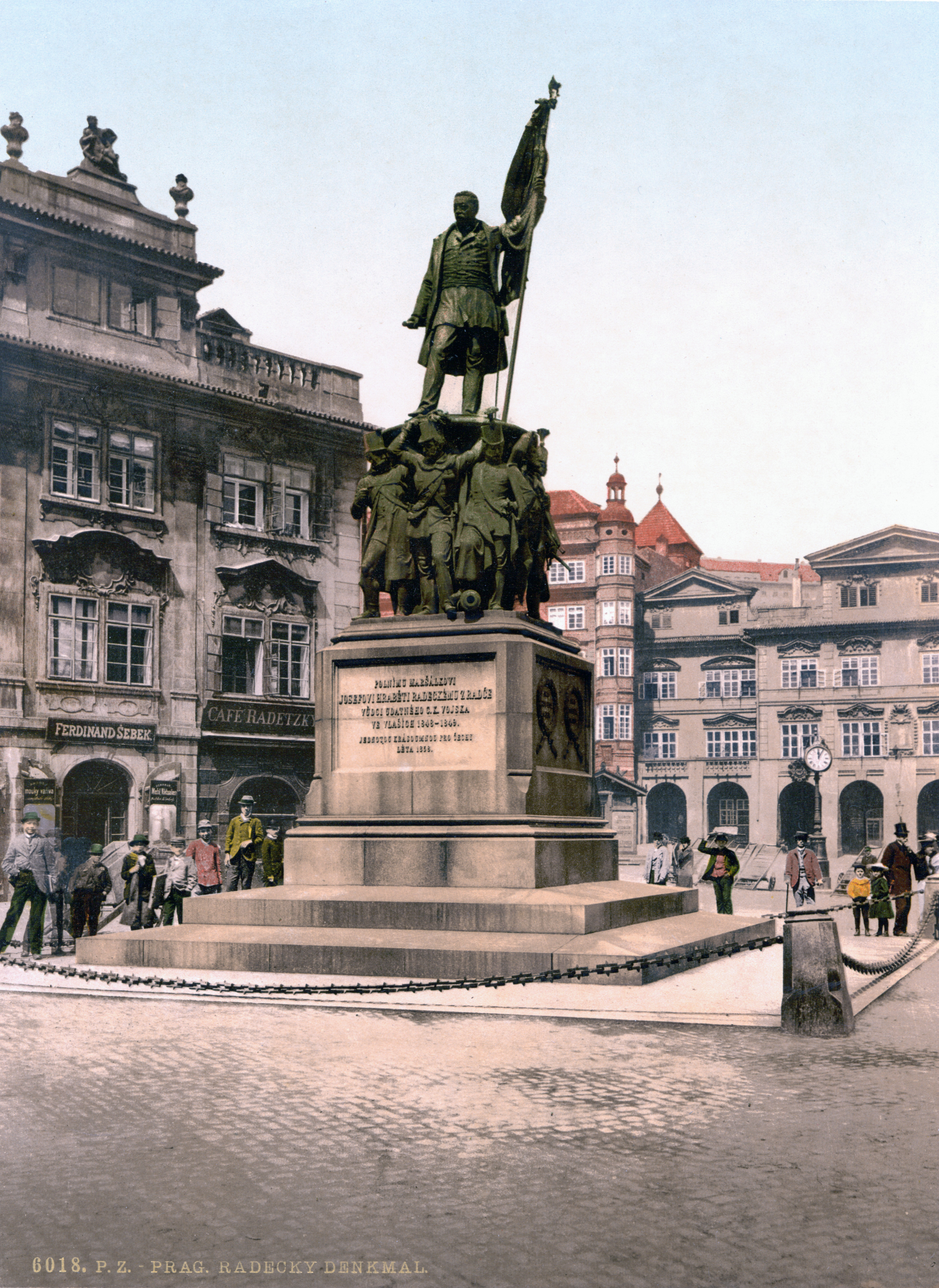
Radetzky Denkmal Prag